# Tàu ngầm lớp Kaiman
Tàu ngầm lớp Kaiman (Tiếng Nga:Кайман) là loại tàu ngầm do lực lượng hải quân đế quốc Nga sử dụng trước chiến tranh thế giới thứ nhất. Nó được thiết kế bởi Simon Lake đóng ở W:m Crichton & C:o tại Saint Petersburg. Các tàu trong lớp này có những lỗi kỹ thuật phát sinh khi chiến đấu việc này đã dẫn đến tranh cãi pháp lý giữa Lake và chính phủ Nga. Chúng bị ngừng hoạt động để khắc phục lỗi năm 1910. Năm 1911 các tàu ngầm này được đưa vào phục vụ trong hạm đội biển Baltic.